# Puebla de Sancho Pérez
Puebla de Sancho Pérez (extremadurai nyelven La Puebla de Sanchu Peri) település Spanyolországban, Badajoz tartományban. Puebla de Sancho Pérez Calzadilla de los Barros, Medina de las Torres, Zafra, Los Santos de Maimona és Usagre községekkel határos. Lakosainak száma 2635 fő (2024).

## Népesség
A település népessége az utóbbi években az alábbiak szerint változott:
| Lakosok száma | 2892 | 2868 | 2893 | 2899 | 2878 | 2798 | 2758 | 2709 | 2665 | 2635 |
|               | 2001 | 2004 | 2006 | 2009 | 2011 | 2014 | 2016 | 2019 | 2021 | 2024 |